# Osmaniye-klassen
Osmaniye-klassen var det Osmanniske Riges første serie af panserskibe, og blev bygget på foranledning af sultan Abdülaziz, der overtog tronen i 1861 og havde ambitioner om at genopbygge den tyrkiske flåde. De fire skibe blev bygget på velrenommerede britiske værfter, og var tidssvarende jernskibe med kraftige kanoner. Alle fire blev ombygget hos Ansaldo i Genova i løbet af 1890'erne, og fik blandt andet mere moderne kanoner fra Krupp, herunder et kanontårn på fordæk og agterdæk. I 1904 var der igen planer om at ombygge dem, men de gamle skibe var i så dårlig stand, at de i stedet udgik i 1911.

## Skibene
| Navn       | Værft                     | Kølen lagt | Søsat             | Indgået | Skæbne                  |
| ---------- | ------------------------- | ---------- | ----------------- | ------- | ----------------------- |
| Osmaniye   | Napier, Glasgow           | 1863       | 2. september 1864 | 1865    | Udgået 1911 og ophugget |
| Mahmudiye  | Thames Iron Works, London | 1863       | 13. december 1864 | 1865    | Udgået 1911 og ophugget |
| Abdul Aziz | Napier, Glasgow           | 1863       | Januar 1865       | 1866    | Udgået 1911 og ophugget |
| Orhaniye   | Napier, Glasgow           | 1863       | 26. juni 1865     | 1866    | Udgået 1911 og ophugget |

### Osmaniye
Opkaldt efter sultan Osman 1. Blev moderniseret i Genova i 1890-91.

### Mahmudiye
Opkaldet efter sultan Mahmud 1., der regerede 1806-1839. Blev moderniseret i Genova i 1892-95.

### Abdul Aziz
Var opkaldt efter sultan Abdülaziz. Skiftede omkring 1870 navn til Aziziye. Blev moderniseret i Genova i 1890-91.

### Orhaniye
Opkaldt efter sultan Orhan 1. Blev moderniseret i Genova i 1892-95.